# Аль-Газель
Футбольний клуб «Аль-Газель Вау» або просто «Аль-Газель Вау» — професіональний південносуданський футбольний клуб з міста Вау.

## Історія
Заснований в 2011 році в місті Вау, став одним із клубів-засновників чемпіонату Південного Судану з футболу, після того як країна проголошення незаленості. Проте донедавна його найбільшим успіхом був вихід до фіналу національного кубку в сезоні 2014 року. В 2015 році посів друге місце в чемпіонаті Південного Судану.
На міжнародному рівні клуб двічі брав участь в континентальних турнірах, але щоразу припиняв боротьбу на стадії попереднього раунду.

## Досягнення
- Чемпіонат Південного Судану
  -  Срібний призер (1): 2015
- Чемпіонат Південного Судану
  -  Фіналіст (1): 2014

## Статистика виступів на континентальних турнірах
| Сезон | Турнір                 | Раунд      | Клуб          | Вдома | На виїзді | Загалом |
| ----- | ---------------------- | ---------- | ------------- | ----- | --------- | ------- |
| 2015  | Кубок конфедерації КАФ | Попередній | Петроджет     | 0-1   | 1-6       | 1-7     |
| 2016  | Ліга чемпіонів КАФ     | Попередній | ЗЕСКО Юнайтед | 0-1   | 0-2       | 0-3     |

## Відомі футболісти
- Пітер Макер